# 马克·布奈特

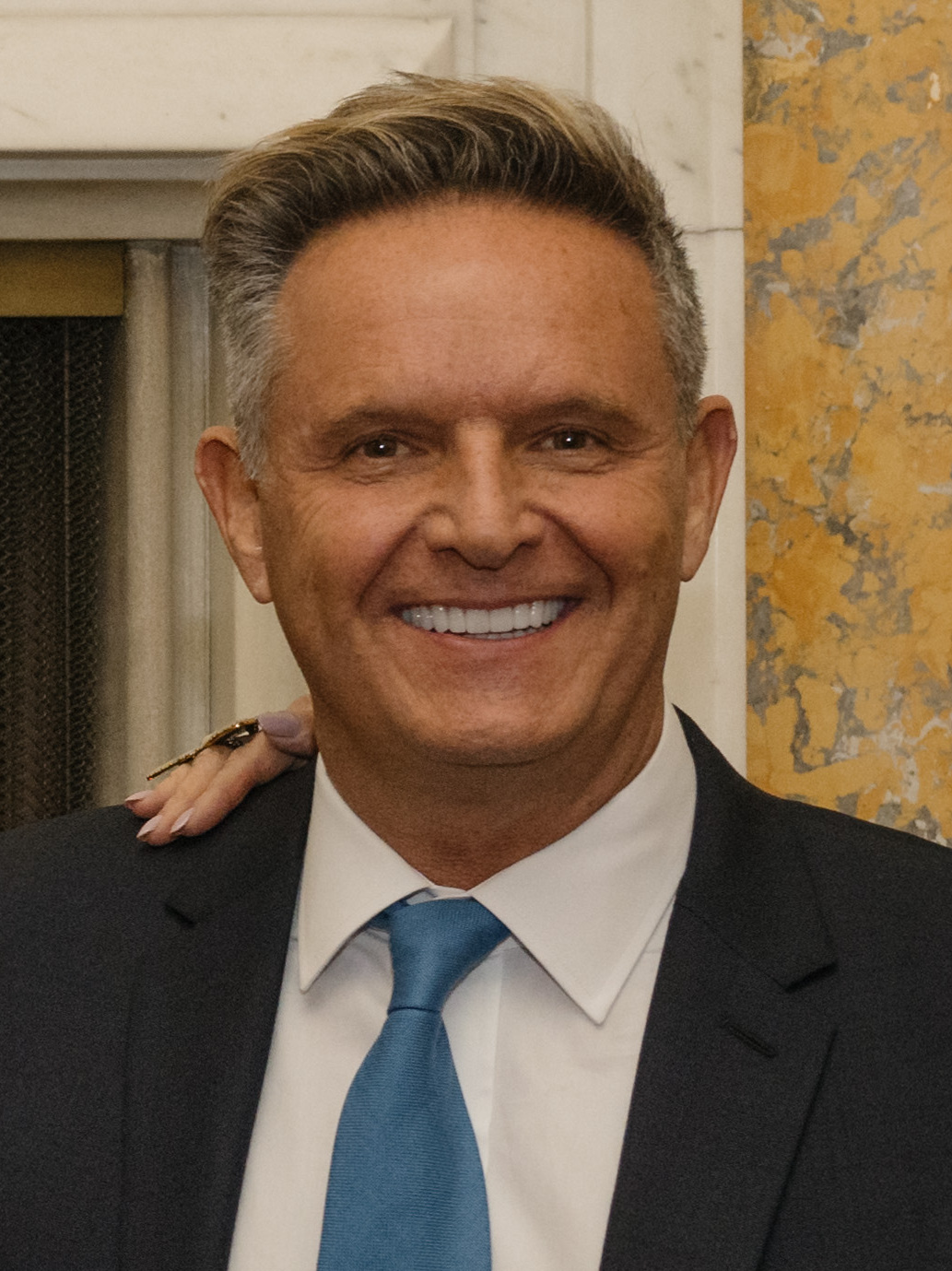
马克·布奈特

马克·布奈特(1960年7月17日—) 是一位英国电视制片人，曾获得十三项艾美奖,其中包括十项黄金时段艾美奖、一项体育艾美奖和两项日间时段艾美奖。 他還获得過十项人民选择奖。  2018年至2022年期間他是米高梅電視公司董事长。 
他曾參與製作电视节目飛黃騰達、创智赢家、美國之聲。布奈特還参与创作電視劇聖經故事以及剧情片上帝之子、宾漢。